# Макдоннелл, Мэри
Мэри Айлин Макдоннелл (англ. Mary Eileen McDonnell; род. 28 апреля 1952, Уилкс-Барре, Пенсильвания, США) — американская актриса театра, кино и телевидения. Номинировалась на «Оскар» за роли в фильмах «Танцующий с волками» и «Рыба страсти». Известна также ролью президента Лоры Розлин в сериале «Звёздный крейсер „Галактика“». С 2012 по 2018 годы играла главную роль в сериале «Особо тяжкие преступления».

## Биография
Мэри Макдоннелл, родившись в городе Уилкс-Барре (штат Пенсильвания), провела своё детство и юность в городе Итака (штат Нью-Йорк). После окончания Нью-Йоркского университета во Фредонии (выпуск 1974 года) она обучалась в школе актёрского искусства и присоединилась к группе театра «Лонг уорф» (англ. Long Wharf Theatre Company) из Нью-Хейвена, где прослужила более двадцати лет.
В 1978 году состоялся дебют Мэри Макдоннелл на сцене Нью-Йоркского театра в пьесе Сэма Шепарда «Погребённый ребёнок» (англ. A Buried Child). В 1980 году за роль в пьесе Эмили Манн — «Натюрморт» (англ. Still Life) — она вместе со своими партнёрами Тимоти Ниром и Джоном Спенсером удостоилась театральной премии Obie.
Актриса участвовала в таких бродвейских постановках как «Наказание правосудия» Эмили Манн (англ. Execution of Justice, 1986), «Хроники Хайди» Уэнди Вассерстин (англ. The Heidi Chronicles, 1990) и «Лето и дым» Теннесси Уильямса (англ. Summer and Smoke, 1996).
В течение десяти лет Макдоннелл играла в эпизодических ролях и ролях второго плана в кино и на телевидении. Одним из самых заметных её появлений на экране стал комедийный сериал телеканала CBS «Скорая помощь» (1984), где она сыграла одного из врачей.
В 1990 году значительным прорывом в карьере стала её работа в фильме «Танцующий с волками», где Мэри сыграла белую женщину, усыновлённую племенем индейцев лакота. 37-летняя актриса была на два месяца старше своего экранного приёмного отца (Грэма Грина), и всего на два года младше своей экранной приёмной матери (Танту Кардинал). В 1991 году за роль Стоящей С Кулаком Мэри Макдоннелл номинировалась на премию «Оскар» за лучшую женскую роль второго плана. В 1992 году она повторно выдвигалась на «Оскар», на этот раз как актриса первого плана, за роль парализованной звезды телесериалов в фильме «Рыба страсти».
В 1994 году Макдоннелл появляется в фильме Уильяма Фридкина о баскетболе «Азартная игра», в 1995 — играет в экранизации произведения Артура Миллера «Американские часы», в 1996 — исполняет роль первой леди в фантастическом фильме «День независимости».
Одна из самых заметных ролей в конце 1990-х годов — появление в телевизионном ремейке «12 разгневанных мужчин». В 2001 году актриса исполняет роль матери главного героя (Джейк Джилленхол) в мистической драме «Донни Дарко».
В 2002 году Макдоннелл получила номинацию на «Эмми» как приглашённая актриса за роль Элеоноры Картер, матери одного из главных персонажей сериала «Скорая помощь».
С 2003 по 2009 год Мэри Макдоннел исполняла роль Лоры Розлин в фантастическом мини-сериале, а затем телесериале «Звёздный крейсер „Галактика“», ремейке версии 1978 года. За эту роль она получила премию «Сатурн» 2009 года в номинации «Лучшая актриса телесериала».
С 2009 года она играет капитана Шэрон Рэйдор в телесериале «Ищейка». С августа 2012-го — главную роль в спин-оффе шоу «Особо тяжкие преступления».

## Личная жизнь
С 1984 года Мэри Макдонелл замужем за актёром Рэндлом Мэлом. У них двое детей: дочь Оливия (родилась в 1987) и сын Майкл (родился в 1993).

## Фильмография
- 1980 — Как вращается мир / As the World Turns (телесериал, 1 серия) — Клаудия Колфакс
- 1982 — Money on the Side (телефильм) — Терри
- 1984 — Гарбо рассказывает / Garbo Talks — синьора Капулетти
- 1984—1985 — Скорая помощь / E/R (телесериал) — доктор Ева Шериадан
- 1986 — Смелость / Courage (телефильм) — Габриэлла Эстрада
- 1987 — Матеван / Matewan — Элма Рэднор
- 1988 — Уорсоу по прозвищу Тигр / Tiger Warsaw — Пола Уорсоу
- 1990 — Танцующий с волками / Dances with Wolves — Стоящая С Кулаком
- 1991 — O Pioneers! (телефильм) — Александра Бергсон
- 1991 — Большой каньон / Grand Canyon — Клер
- 1992 — Рыба страсти / Passion Fish — Мэри-Элис Кулхэн
- 1992 — Тихушники / Sneakers — Лиз
- 1993 — Американские часы / The American Clock (телефильм) — Роза Балмер
- 1994 — Азартная игра / Blue Chips — Дженни Белл
- 1995 — 1996 — Высшее общество / High Society (телесериал) — Дороти Эмерсон
- 1996 — Признание женщины / Woman Undone (телефильм) — Тэри Хансен
- 1996 — Мариетт в восторге / Mariette in Ecstasy — настоятельница
- 1996 — День независимости / Independence Day — первая леди Мэрилин Уайтмор
- 1997 — Два голоса / Two Voices (телефильм) — Сибил Голдрич
- 1997 — 12 разгневанных мужчин / 12 Angry Men (телефильм) — судья
- 1998 — Следы крови / Evidence of Blood (телефильм) — Дора Овертон
- 1998 — Отблагодаришь меня попозже / You Can Thank Me Later — Дайана
- 1998 — Шпанская мушка / Spanish Fly — голос матери Зои
- 1999 — Под маской / Behind the Mask (телефильм) — Мэри Шушэн
- 1999 — Кем заменить папу / Replacing Dad — Линда Марш
- 1999 — Доктор Мамфорд / Mumford — Алтея Брокетт
- 1999 — Как вращается мир / Ryan Caulfield: Year One (телесериал, 2 серии) — Рейчел Колфилд
- 2000 — Отец делает выбор / A Father’s Choice (телефильм) — Сьюзан Шоу
- 2000 — Всего лишь время / For All Time (телефильм) — Лора Браун
- 2000 — Такова жизнь / That’s Life (телесериал, серия «Baum’s Thesis») — Джулис О’Грейди
- 2001 — Chestnut Hill (телефильм) — Джейн Истман
- 2001 — Донни Дарко / Donnie Darko — Рози Дарко
- 2001 —2002 — Скорая помощь / ER (телесериал, 5 эпизодов) — Элеонора Картер
- 2002 — Такова жизнь / That’s Life (телесериал, серия «Bad Hair Week») — Джулис О’Грейди
- 2002 — Медальон / The Locket (телефильм) — Хелен Степлс
- 2002 — Прикосновение ангела / Touched by an Angel (телесериал, серия «Minute by Minute») — сестра Элеонора
- 2003 — Звёздный крейсер «Галактика» / Battlestar Galactica (мини-сериал) — президент Лора Розлин
- 2003 — Нола / Nola — Маргарет Лонгуорти
- 2004 — Бешеный как лиса / Crazy Like a Fox — Эми Бэнкс
- 2004—2009 — Звёздный крейсер «Галактика» / Battlestar Galactica (телесериал) — президент Лора Розлин
- 2005 — Миссис Харрис / Mrs. Harris (телефильм) — Вивиан Шульт
- 2007 — Звёздный крейсер «Галактика»: Лезвие / Battlestar Galactica: Razor (телефильм) — президент Лора Розлин
- 2008 — 2009 — Анатомия страсти / Grey’s Anatomy (телесериал, 3 серии) — доктор Вирджиния Диксон
- 2009 — Убийственная стрижка / Killer Hair (телефильм) — Роуз Смитсониан
- 2009 — Hostile Makeover (телефильм) — Роуз Смитсониан
- 2009—2012 — Ищейка / The Closer — капитан Шэрон Рейдор
- 2010 — Джимми Нолан / Jimmy Nolan — Беверли Миллер
- 2011 — Крик 4 / Scream 4 — Кейт Робертс
- 2011 — Предел риска / Margin Call — Мэри Роджерс
- 2012 — Особо тяжкие преступления / Major Crimes (телесериал) — капитан Шэрон Рейдор
- 2017 — Фарго (3-й сезон) / Fargo (телесериал) — вдова Руби Голдфарб

## Награды и номинации
Награды
- 2009 — Сатурн — Лучшая телевизионная актриса — Звёздный крейсер «Галактика» — президент Лора Розлин

Номинации
- 1991 — Оскар — Лучшая женская роль второго плана — Танцующий с волками — Стоящая С Кулаком
- 1991 — Золотой глобус — Лучшая женская роль второго плана в кинофильме — Танцующий с волками — Стоящая С Кулаком
- 1993 — Оскар — Лучшая женская роль — Рыба страсти — Мэри-Элис Кулхэн
- 1993 — Золотой глобус — Лучшая женская роль в драматическом фильме — Рыба страсти — Мэри-Элис Кулхэн
- 2002 — Эмми — Лучшая приглашённая актриса в драматическом телесериале — Скорая помощь — Элеонора Картер